# Phyllanthus micromeris
Phyllanthus micromeris är en emblikaväxtart som beskrevs av Radcl.-sm.. Phyllanthus micromeris ingår i släktet Phyllanthus och familjen emblikaväxter.

## Underarter
Arten delas in i följande underarter:
- P. m. micromeris
- P. m. mughessensis
- P. m. sesbanioides